# Sid Terris
Pour les articles homonymes, voir Terris.
Sidney « Sid » Terris est un boxeur américain né le 27 septembre 1904 à New York et mort le 30 décembre 1974 à Miami Beach.

## Carrière
Invaincu dans les rangs amateurs en 50 combats, il remporte le titre national des poids coqs et des poids légers en 1922 puis passe professionnel la même année. Terris compte des victoires de prestige contre Jimmy Goodrich, Ace Hudkins, Sammy Mandell, Billy Petrolle, Rocky Kansas et Johnny Dundee. Il met un terme à sa carrière de boxeur en 1931 sur un bilan de 92 victoires, 13 défaites et 5 matchs nuls.

## Distinction
- Sid Terris est honoré à titre posthume par l'International Boxing Hall of Fame en 2018[1].